# Wilhelm Brinkmann
Pour les articles homonymes, voir Brinkmann.
Wilhelm Brinkmann, né le 25 octobre 1910 à Oberhausen et mort le 12 février 1991 à Düsseldorf, est un handballeur international allemand.
Avec l'équipe d'Allemagne, il participe aux Jeux olympiques de 1936 où il remporte la médaille d'or,.